# Nostalgia (Rod Wave)
Nostalgia è il quinto album in studio del rapper statunitense Rod Wave, pubblicato nel 2023.

## Tracce
1. Nostalgia (with Wet) – 2:43
2. Long Journey – 3:05
3. Call Your Friends – 2:33
4. HG4 – 2:00
5. Come See Me – 3:10
6. Crazy – 2:10
7. Love for a Thug – 3:04
8. Checkmate – 3:17
9. Fight the Feeling – 2:40
10. Turks & Caicos (featuring 21 Savage) – 3:23
11. Boyz Don't Cry – 2:46
12. Pass You By – 3:12
13. Great Gatsby – 2:26
14. Keep It G – 4:00
15. Love Story/Interlude – 5:16
16. Rap Beef – 3:28
17. Back Lit – 2:58
18. 2018 (with Sadie Jean) – 3:14

## Classifiche
| Classifica (2023) | Posizione raggiunta |
| ----------------- | ------------------- |
| Stati Uniti       | 1                   |